# Ministro della Corona
Il termine Ministro della Corona (in inglese: Minister of the Crown) è la forma costituzionale usata nei reami del Commonwealth per riferirsi a un ministro del governo. Questo termine significa che il ministro serve, in teoria, a piacere del monarca e lo consiglia su come esercitare le prerogative della Corona che sono legate al suo ministero.
In effetti, secondo il principio del governo responsabile, è il Segretario di Stato e il gabinetto, responsabili nei confronti del parlamento, che esercitano il potere esecutivo.

## Ministeri
Nei reami del Commonwealth, il sovrano o il governatore generale è formalmente consigliato da un organo più grande noto come consiglio privato o consiglio esecutivo, sebbene, in pratica, siano consigliati da un sottoinsieme di tali consigli: l'organismo collettivo dei ministri della Corona chiamato ministero. Il ministero non deve essere confuso con il gabinetto, poiché i ministri della Corona possono essere al di fuori di un gabinetto. Nel Regno Unito, i ministri sono i parlamentari e i membri della Camera dei Comuni o della Camera dei Lord britannica che sono nel governo.

## Storia
I ministri della Corona nei reami del Commonwealth hanno le loro radici nell'Inghilterra moderna, dove i monarchi a volte impiegavano "consigli di gabinetto" composti da ministri per consigliare il monarca e attuare le sue decisioni. Il termine ministro è nato quando i consiglieri del sovrano "ministered to", o servivano, il re. Nel tempo, ex ministri e altre persone illustri sono stati mantenuti come consiglieri periferici con ministri designati che avevano l'orecchio diretto del re. Ciò ha portato alla creazione del più ampio Consiglio privato, con il gabinetto che è diventato un comitato all'interno di quell'organismo, composto da ministri attualmente in servizio, che erano anche capi di dipartimento.
Nel periodo compreso tra l'ascesa al trono d'Inghilterra del re Giacomo VI di Scozia nel 1603 e l'unificazione di Scozia e Inghilterra nel 1707, le due entità erano "paesi" separati in unione personale attraverso un unico monarca, il quale era consigliato da un gruppo separato di ministri della Corona per ciascun paese.
Con l'espansione dei possedimenti inglesi d'oltremare e in seguito dell'Impero britannico, i governi coloniali rimasero subordinati al governo imperiale di Westminster, e quindi la Corona era ancora amministrata solo dall'Imperial Privy Council, composto da ministri britannici della Corona. Quando il Canada divenne un Dominion nel 1867, tuttavia, fu istituito un separato Canadian Privy Council per consigliare il governatore generale canadese sull'esercizio delle prerogative della Corona in Canada, sebbene costituzionalmente il governatore generale rimanesse un agente del governo britannico a Whitehall. Dopo quella data, altre colonie dell'impero ottennero lo status di Dominion e furono presi accordi simili.
Tuttavia, in seguito all'approvazione dello Statuto di Westminster nel 1931, i Dominions divennero effettivamente regni autonomi sotto un unico sovrano, riportando così il monarca a una posizione simile a quella che esisteva prima del 1707, dove lui o lei era assistito da un ministero separato per ogni regno. Pertanto, oggi, nessun ministro della Corona in nessun reame del Commonwealth può consigliare al monarca di esercitare alcun potere pertinente a uno qualsiasi degli altri Dominions.

## Utilizzo in altri paesi

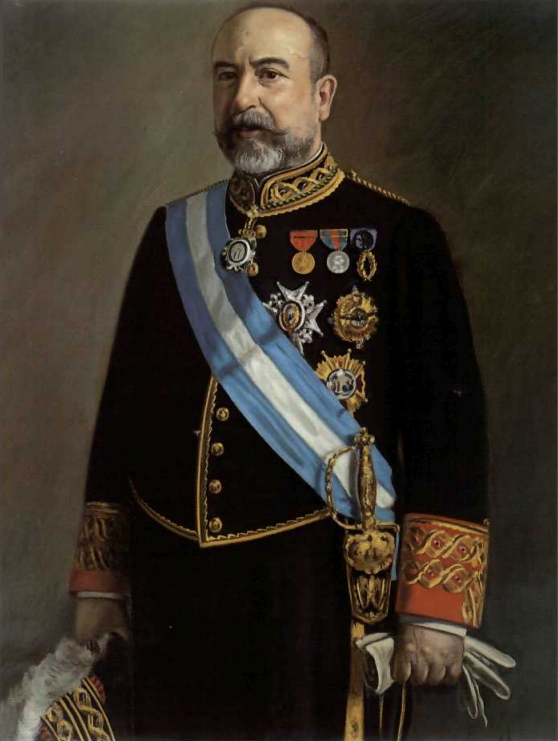
Vicente Santamaría de Paredes, ministro dell'Istruzione spagnolo dal 1905 al 1906, con la tradizionale uniforme dei ministri della Corona.

In Spagna, durante il periodo della "Restauración" (1874-1931) il termine Ministro della Corona (in spagnolo: Ministro de la Corona) era utilizzato per una persona che era a capo di un dipartimento ministeriale del Governo di Sua Maestà (in spagnolo: Gobierno de Su Majestad).
Ad esempio, durante il regno di re Alfonso XIII, quando Carlos María Cortezo y Prieto de Orche fu nominato "Ministro de Instrucción Pública y Bellas Artes" (Ministro dell'Istruzione Pubblica delle Belle Arti), nel decreto reale si notava che era un ministro della Corona.
Oggigiorno, il modo più formale per rivolgersi a un ministro è "Ministro del Governo".